# Pedro de Alvarado
Pedro de Alvarado y Contreras (Badajoz, Extremadura, Spanyolország, kb. 1485 vagy kb. 1495 – Guadalajara, Új-Spanyolország, 1541. július 4.) spanyol konkvisztádor és Guatemala kormányzója volt. Katonai sikerei és a bennszülött lakosság ellen elkövetett kegyetlenkedései miatt vált hírhedtté. A Lienzo de Quauhquechollan dokumentum szerint kegyetlen módszerekkel (akasztás, máglyahalál) mészárolta le a helyi lakosságot. Halála után felesége, Doña Beatriz lett a kormányzó, ő az Agua tűzhányó 1541-i kitörését kísérő sárlavinában vesztette életét.
Az őslakos indiánok Tonatiuhnak, azaz Napnak nevezték. Különösen érdekes ez, ugyanis Tonatiuh az azték mitológiában a napisten megnevezése.

## Élete
Pedro de Alvarado Badajozban született Diego Gómez de Alvarado y Mexía de Sandoval gyermekeként. 1510-ben testvéreivel: Gonzalóval, Jorgével, Gómezszel, Hernandóval és Juannal, illetve nagybátyjukkal, Diego de Alvarado y Mexía de Sandovallal Hispaniolába költözött.
A Kubából Yucatánba tartó, 1518-as Juan de Grijalva-expedícióban vezető szerepet töltött be. Hazatérve az elsők között szolgáltatta a híreket a II. Moctezuma birodalmában tapasztalt mesés gazdagságról és jólétről.
A Hernán Cortés vezette 1519-es, az azték birodalom elfoglalására irányuló expedícióban hadnagyként vett részt, továbbá a spanyol flotta egyik hajójának kapitányává is kinevezték. Az azték főváros elfoglalásában aktív szerepet vállalt, illetve később ő lett a városban hátrahagyott seregek parancsnoka.
Cortés utasítására 120 lovasból, 300 gyalogos katonából és indián harcosokból álló seregével megindult Guatemala felföldjeinek meghódítására (1523–1527). Alvarado szövetséget kötött a cakchiquel indiánokkal, miután a rivális Quiché törzset megsemmisítette. Azonban a bennszülöttek ellen elkövetett sorozatos kegyetlenkedéseknek köszönhetően a spanyoloknak sikerült helyi szövetségeseiket is elveszíteniük. 1534-ben vezénylete alatt zajlottak az első spanyol kísérletek a mai El Salvadorig terjedő területek meghódítására, amelyek az őslakos pipil és maja indiánok ellenállását váltották ki. Az acajutlai csatában a spanyolok vereséget szenvedtek és kénytelenek voltak Guatemalából kivonulni. Maga Alvarado is megsérült a bal combján, amelynek nyomait és következményeit élete végéig magán viselte. Ő maga visszavonult a harcból, a küldetés és a sereg irányítását testvérére, Gonzalo de Alvaradora bízta. 1525-ben befejeződött El Salvador meghódítása és a spanyolok megalapították San Salvadort. I. Károly spanyol király Alvaradót nevezte ki Guatemala kormányzójává, aki halála napjáig megőrizte tisztségét. 1527-ben megkapta a Santiago lovagja címet. Ugyanebben az évben Spanyolországban megnősült. Felesége Francisca de la Cueva, aki azonban Amerikába való megérkezését követően életét vesztette.
1534-ben az Andokba szervezett expedíciót, hogy Quito tartományt uralma alá vonja. Megérkezését követően csalódnia kellett: a területet már elfoglalta Pizarro hadnagya, Sebastián de Belalcázar. A konkvisztádorok seregei majdnem megütköztek, de végül Alvarado visszavonult Guatemalába.

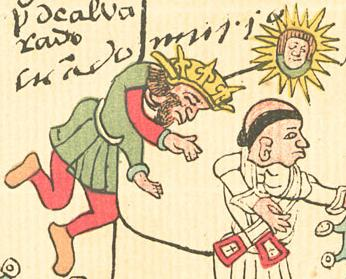
Alvarado halálának ábrázolása az indián Telleriano-Remensis kódexben. A fej melletti Nap ikon indián nevére, Tonatiuh-ra utal

1532-ben kinevezték Honduras kormányzójává, ám az akkoriban mindössze egy spanyol településből (Trujillo) álló provincia igazgatását visszautasította.
1533-ban saját, afrikai és indián rabszolgákból álló embereit vezényelte Honduras Guatemalával szomszédos régióiba, hogy arany után kutassanak. 1536-ban Andrés de Cereceda, Honduras kormányzójának kérésére seregével bevonult a tartományba, éppen mielőtt a spanyol kolónia távozott volna Peruba.
1536-ban az Ulua folyó völgyében seregeivel megütközött az őslakos Çiçumba vezette lázadókkal. A csata Alvarado győzelmével zárult. A legyőzött indiánokat rabszolgává tette és visszavonult Guatemalába. 1537-ben, tízévnyi özvegység után feleségül vette első felesége testvérét, Doña Beatriz de la Cuevát.
1541-ben seregeivel részt vett a mexikói Új-Galicia tartomány mixtón nemzetiségű lakosai által kirobbantott felkelés leverésében. Egy sikertelen támadást követő visszavonulás során egy ló rádőlt. Alvarado néhány nappal később, 1541. július 4-én belehalt a sérüléseibe. A Patzcuaro és Morelia között fekvő kis falu, Tiripetio templomában temették el. Négy évtizeddel később lánya, Leonor de Alvarado Xicoténcatl szállíttatta maradványait újratemetés végett a guatemalai Santiagóba (ma Antigua).